# Вињоне II (Варезе)
Вињоне II је насеље у Италији у округу Варезе, региону Ломбардија.
Према процени из 2011. у насељу је живело 15 становника. Насеље се налази на надморској висини од 557 м.